# Santa Bárbara (Angra do Heroísmo)
Santa Bárbara es una freguesia portuguesa perteneciente al municipio de Angra do Heroísmo, situado en la Isla Terceira, Región Autónoma de Azores. Posee un área de 16,43 km² y una población total de 1366 habitantes (2001). La densidad poblacional asciende a 83,1 hab/km². La freguesia se encuentra a 1022 m s. n. m. Santa Bárbara fue la primera freguesia en ser constituida en el municipio de Angra do Heroísmo en fecha anterior a 1489.
- Datos: Q2451265
- Multimedia: Santa Bárbara (Angra do Heroísmo) / Q2451265

1. ↑  Worldpostalcodes.org,código postal n.º 9700-471.